# Pîlîponka, Brusîliv
Pîlîponka (în ucraineană Пилипонка) este un sat în comuna Romanivka din raionul Brusîliv, regiunea Jîtomîr, Ucraina.

## Demografie
Componența lingvistică a localității Pîlîponka
     Ucraineană (100%)
Conform recensământului din 2001, toată populația localității Pîlîponka era vorbitoare de ucraineană (100%).